# Anoplodactylus jungersi
Anoplodactylus jungersi is een zeespin uit de familie Phoxichilidiidae. De soort behoort tot het geslacht Anoplodactylus. Anoplodactylus jungersi werd in 1949 voor het eerst wetenschappelijk beschreven door Fage. 